# Anaphes longipennis
Anaphes longipennis är en stekelart som först beskrevs av Soyka 1949.  Anaphes longipennis ingår i släktet Anaphes och familjen dvärgsteklar. Inga underarter finns listade i Catalogue of Life.